# 理查·特里維西克
理查·特里維西克（英語：Richard Trevithick，1771年4月13日—1833年4月22日）是一名英國發明家和礦業工程師。特里維西克是一位採礦隊長的兒子，出生在康沃爾郡的採礦中心地帶，從小就沉浸在礦業和工程中。他是蒸汽動力公路和鐵路運輸的早期先驅，他最重要的貢獻是開發了第一台高壓蒸汽機和第一個工作的鐵路蒸汽機車。世界上首次機車牽引的鐵路旅行發生在1804年2月21日，當時特里維西克的無名蒸汽機車牽引著一列火車沿著威爾士梅瑟蒂德菲爾的佩尼達倫鋼鐵廠的電車道行駛。
特里維西克將自己的興趣轉向國外，曾在秘魯擔任採礦顧問，後來又在哥斯達黎加的部分地區進行勘探。在其整個職業生涯中，他經歷了許多起伏，並一度面臨財務破產，還遭受當時許多礦業和蒸汽工程師的強烈競爭。在他職業生涯的鼎盛時期，他是礦業和工程界的知名人士，備受尊敬，但在生命的最後階段，他逐漸淡出了公眾的視線。
特里維西克非常強壯，曾是科尼什式摔跤的冠軍。

## 外部連結
- Richard Trevithick 1771-1833 (a page from the Trevithick Society website)（英文）